# Mikveh Israel
Mikveh Israel (em hebraico: מִקְוֵה יִשְׂרָאֵל; romaniz.: Esperança de Israel) é uma vila juvenil e internato no distrito de Tel Aviv, no centro de Israel, fundada em 1870. Foi a primeira escola agrícola judaica na região que atualmente faz parte de Israel e o primeiro assentamento judaico moderno na Palestina Otomana fora de Jerusalém, anunciando uma nova era na história da região. Em 2022 tinha uma população de 421.

## História

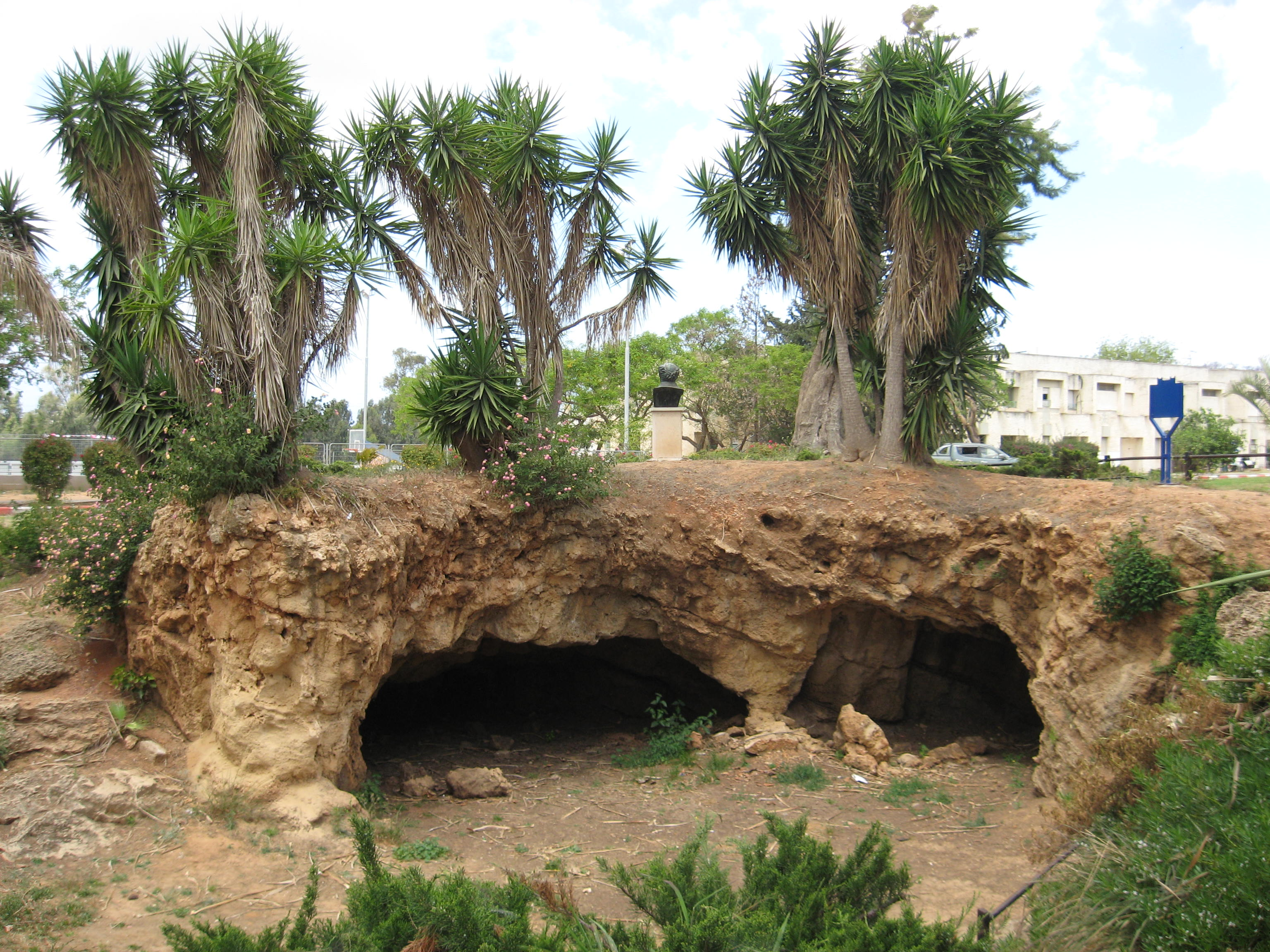
Caverna de Charles (Yaakov) Netter, o fundador e primeiro diretor da escola agrícola Mikveh Israel

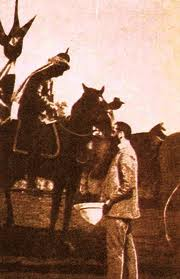
Theodor Herzl encontrou o imperador alemão Wilhelm II na entrada principal do Mikveh Israel

Mikveh Israel foi fundada no Mutasarrifado de Jerusalém, Império Otomano, em abril de 1870 por Charles Netter, um emissário da organização francesa Alliance Israélite Universelle, com o objetivo de ser uma instituição educacional onde jovens judeus pudessem aprender agricultura e partir para estabelecer vilas e assentamentos em todo o país e fazer "o deserto florescer". Foi estabelecida em um pedaço de terra a sudeste de Jafa, disponibilizado pelo sultão otomano, que alocou 750 acre(s)s (3,0 km2) para o projeto.  Seu nome foi inspirado em duas passagens do Livro de Jeremias (14:8 e 17:13), por proposta de Wolf Grinstein, um dos primeiros alunos da escola, que mais tarde se tornaria professor.
O Barão Edmond de Rothschild contribuiu para a manutenção da escola. Netter foi o primeiro diretor da escola, e introduziu novos métodos de treinamento agrícola, tornando-se pioneiro em métodos educacionais progressivos e em um novo modo de vida para os futuros agricultores da região. Havia cerca de 20.000 judeus do país naquela época, e eles estavam estabelecidos principalmente nas quatro cidades sagradas do judaísmo: Jerusalém, Tiberíades, Safed e Hebrom.
No início da década de 1880, a escola foi usada para treinar o primeiro grupo de trabalhadores rurais, a fim de preparar uma eventual vila autossustentável na área. O projeto foi financiado principalmente pelo Barão de Rothschild, que só compraria a terra depois que os fazendeiros provassem que estavam devidamente treinados. Os homens eram todos trabalhadores agrícolas estabelecidos, oriundos da aldeia russa de Pavaluka, e em 7 de novembro de 1883 os dez agricultores escolhidos mudaram-se para a Palestina e araram as primeiras fileiras de terra, no local que ficou conhecido como Rishon LeZion, ou "primeiro a Sião", em inglês. 
Em 1898, Theodor Herzl encontrou o imperador alemão Guilherme II na entrada principal de Mikveh Israel durante a única visita de Herzl à Terra de Israel.  O encontro, um evento de relações públicas planejado por Herzl para conhecer publicamente o Kaiser, foi interpretado pela mídia mundial como uma legitimação de Herzl e do sionismo pela Alemanha.  Hoje, a entrada para o recinto da escola é feita pela cidade de Holon. 

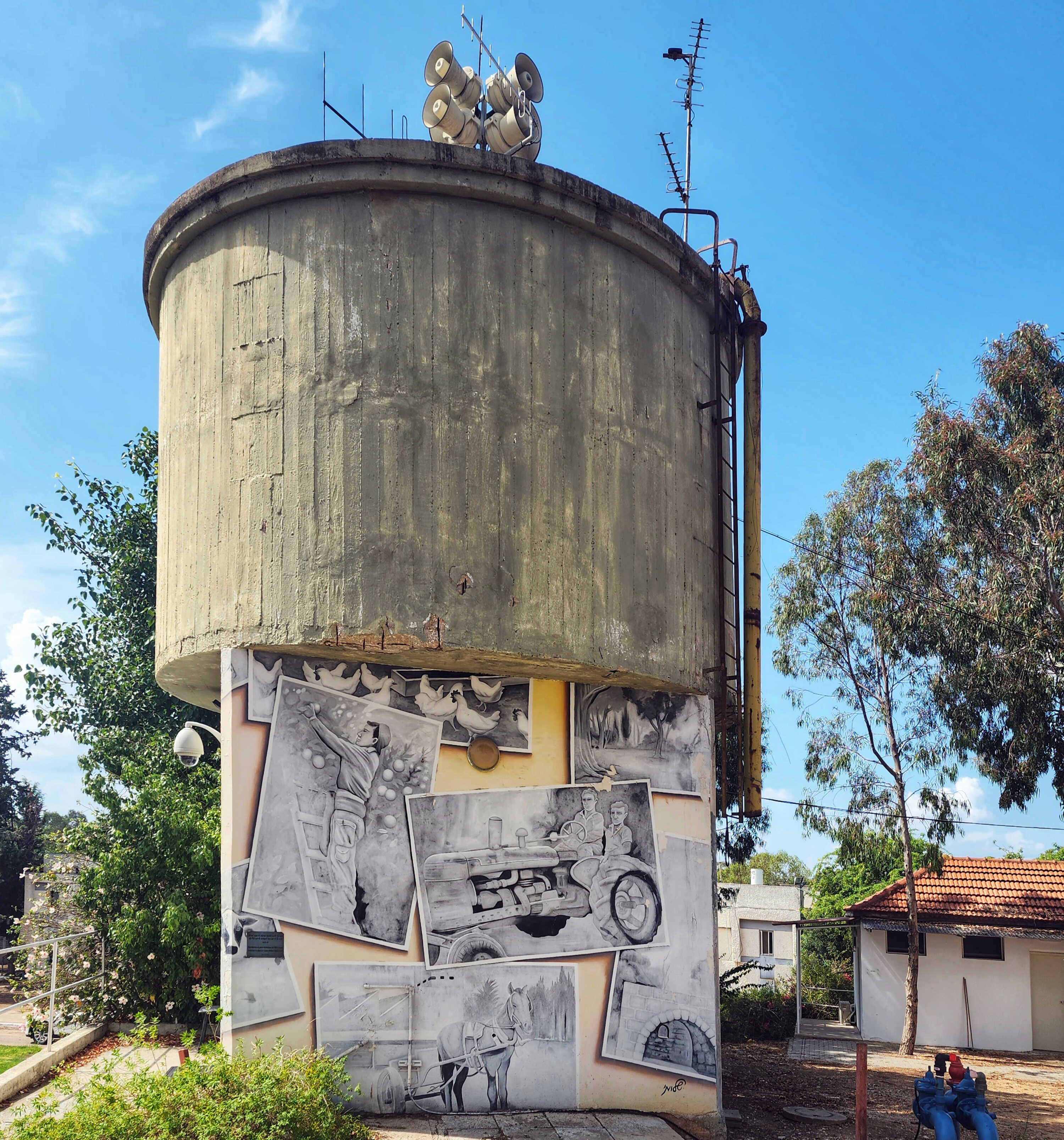
Uma torre d'água

Por muitas décadas (até a criação do Centro Volcani e da Faculdade de Agricultura em Rechovot), a escola serviu como centro de pesquisa para o país. Seus professores escreveram os primeiros livros de estudo sobre agricultura e serviram como consultores de campo. A maior parte do conhecimento agrícola dos primeiros 50 anos foi coletado e publicado pela escola. Após concluírem seus estudos, milhares de formandos deixaram Mikveh Israel para iniciar assentamentos agrícolas de todos os tipos, vilas e kibutzim, moshavim, fazendas e escolas agrícolas; ou servir em cargos de gestão; ou continuar seus estudos agrícolas em instituições de ensino superior e preencher cargos em pesquisa e desenvolvimento, setores de exportação, marketing e gestão agrícola. Em 1938-1939, a pedido da Aliá da Juventude, uma seção para jovens religiosos foi construída para abrigar os jovens religiosos e tradicionais que fugiram da Europa Ocidental pouco antes do início do Holocausto.

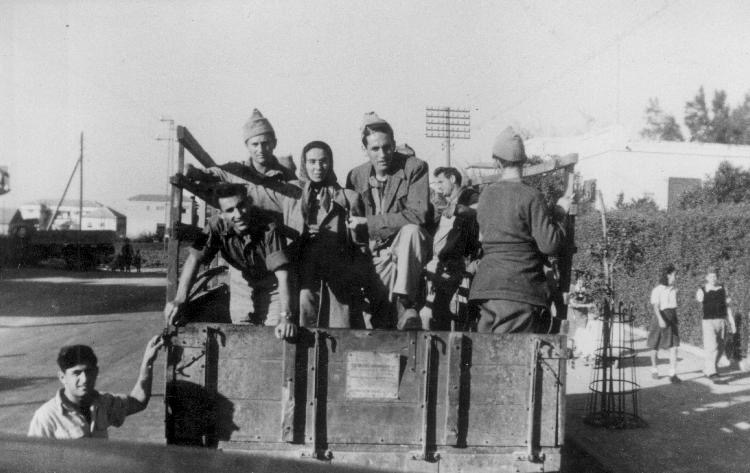
Membros do Palmach baseados em Mikveh-Israel, 1948

## Geografia
Mikveh Israel está localizada em um ponto estratégico na estrada que liga Tel Aviv a Jerusalém. Faz parte do único espaço verde no distrito de Tel Aviv e foi usado como ponto de organização para os comboios durante a Guerra do Golfo .

## Educação

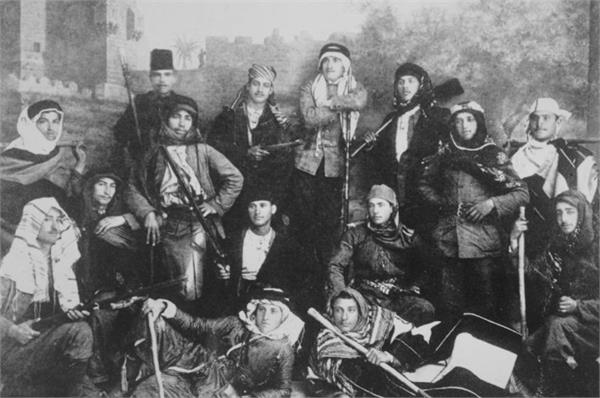
Estudantes de Mikveh Israel em 1920

A vila tem cerca de 1.800 alunos de 12 a 18 anos; 800 na seção geral, 320 na escola religiosa, 380 na faculdade e escola secundária franco-israelense. Cerca de 280 alunos são internos e o local também abriga quatro jardins de infância de pedagogia holística e montessoriana, além de uma escola primária montessoriana.
Em 2007, Mikveh Israel e a Alliance Israélite Universelle inauguraram uma escola secundária bilateral experimental Israel-França, que atende até o último ano do ensino médio,  com metade de seus alunos estudando para o Baccalauréat francês e metade para o Bagrut israelense. É o Collège-Lycée franco-israélien Raymond Leven (em hebraico: בה"ס ישראלי-צרפתי ע"ש רמונד לאוון).  

## Agricultura

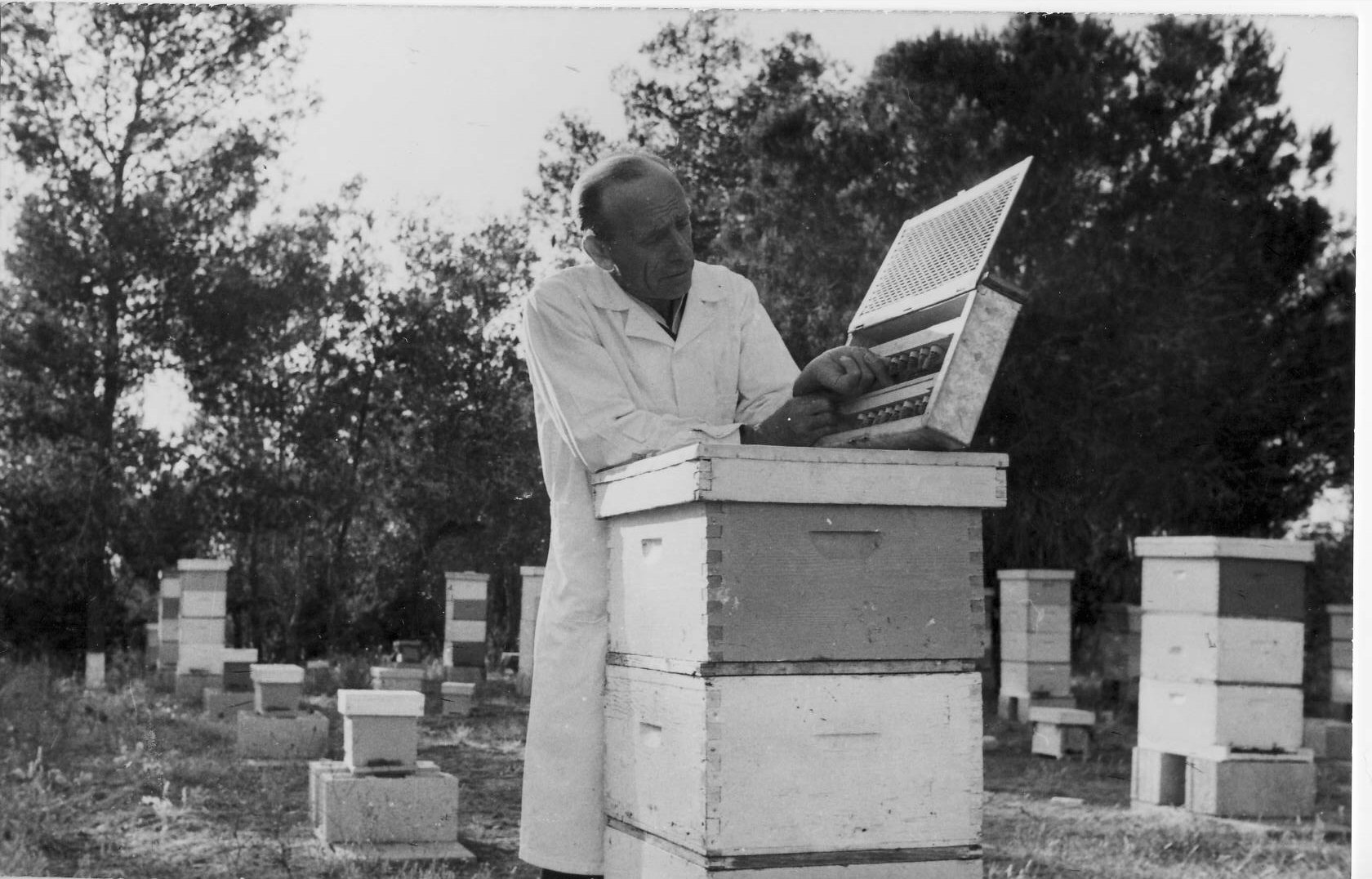
I. Ferman no apiário de Mikveh-Israel, em 1964

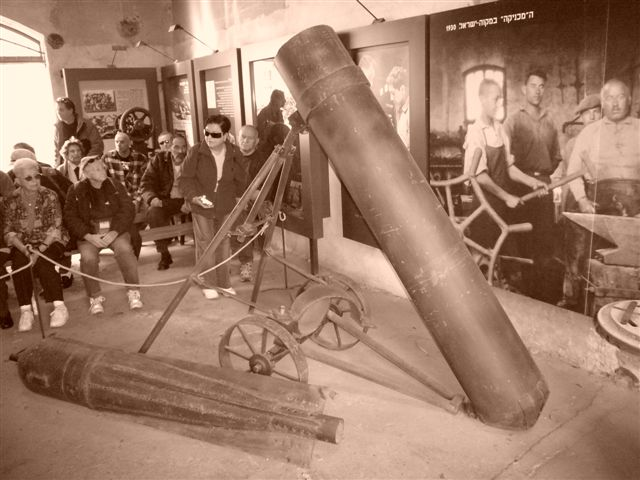
Arados para espadas - um lançador de granadas improvisado

As terras agrícolas de Mikveh Israel cobrem mais de 2.200 dunams (de uma área geral de 3.300 dunams). A maioria dos campos é irrigada por poços e inclui culturas de campo, culturas industriais, vegetais, árvores frutíferas, laranjais e estufas. A escola também cria animais, incluindo vacas leiteiras, galinhas e abelhas, além de ter filiais auxiliares, incluindo agricultura computadorizada.
Um dunam (0,1 hectares) é coberto por estufas. O objetivo do ramo de produção de estufas é ensinar os alunos e permitir que eles pesquisem questões e tecnologias relacionadas a estufas. Um sistema de coleta de água da chuva permite a reutilização eficiente da água coletada do telhado para o cultivo de vegetais em estufas.
Atividades de jardinagem e paisagismo em mais de 100 dunams (10 hectares), incluindo bosques, gramados e jardins de beleza e lazer, além de áreas espalhadas pela vila. A jardinagem e o paisagismo são mantidos pelos alunos supervisionados e orientados pelo gerente desta filial de produção.
O jardim botânico foi criado em 1930 para adaptar e aclimatar árvores e espécies ao clima israelense. Plantas foram importadas do mundo todo. Agora cobre 70 dunams (7 hectares).
A fazenda leiteira abrange genética, computadores, sala de ordenha e resfriamento, controle de qualidade do produto, alimentação, saúde do rebanho, saúde do úbere, inseminação artificial e transferência e implantes de embriões.
O estábulo conta com as seguintes raças de cavalos de montaria: Hanoveriano, Holandês e Quarto de Milha, raças adequadas para todos os tipos de equitação: ocidental, esportiva e terapêutica.

### Ex-alunos notáveis
- David Tabak (1927–2012), corredor olímpico
- Avraham Yoffe (1913-1983), Soldado, Chefe da Sociedade de Preservação da Natureza, político